# Final Love Song
「Final Love Song」（ファイナル・ラヴ・ソング）は、井上陽水の45枚目のシングル。

## 概要
- Final Love Songは、キリンビバレッジ「聞茶」CMソング。

## 収録曲
1. Final Love Song
2. ヤギのミルク
3. Final Love Song (Instrumental)

## 収録アルバム
- カシス (#1)